# Tatra T3D-M
Tatra T3D-M – typ silnikowego tramwaju, który powstał w wyniku modernizacji czechosłowackiego tramwaju Tatra T3D. Zmodernizowane wagony doczepne oznaczono jako B3D-M.

## Historia
W Chemnitz eksploatację pierwszych tramwajów T3D i B3D rozpoczęto 25 lutego 1969 r. W 1988 r. w Chemnitz kursowały ogółem 132 tramwaje typu T3D (nr 401–532) i 62 B3D (nr 701–762). Po zjednoczeniu Niemiec przewoźnik z Chemnitz podjął decyzję o modernizacji posiadanych tramwajów T3D i B3D.

## Modernizacja
Modernizację wykonano w latach 1991–1993 w zakładach Deutsche Waggonbau (obecnie Bombardier Transportation). Jej zakres obejmował:
- montaż osłon wózków;
- wymiana kaset kierunkowych na wyświetlacze;
- montaż kwadratowych reflektorów;
- wymiana oryginalnych drzwi harmonijkowych na dwuczęściowe drzwi odskokowo-uchylne;
- usunięcie przednich sprzęgów w niektórych wagonach sterowniczych;
- modernizacja układu rozruchu silników;
- montaż pantografów połówkowych;
- lakierowanie w nowe barwy miejskie.

Zmodernizowane tramwaje silnikowe oznaczono T3D-M, a doczepne B3D-M. Pierwsze z nich do eksploatacji liniowej wprowadzono w 1992 r. Do 1994 r. wyremontowano 36 wagonów T3D (nr 497–532) i 14 B3D (nr 749–762). Z drugiej strony modyfikowano także inne tramwaje T3D i B3D, montując osłony wózków, zmieniając kształt szyby przedniej i wymieniając odbieraki prądu, jednak ze względu na problemy gospodarcze Niemiec w połowie lat 90. XX wieku dalszych remontów w tak szerokim zakresie już nie przeprowadzono. Na zaniechanie modernizacji pozostałych wagonów wpływ miało także wprowadzenie do eksploatacji nowoczesnych tramwajów Variobahn. Niezmodernizowane T3D i B3D wycofano z ruchu 31 lipca 2002 r.
W 2004 r. rozpoczęto złomowanie tramwajów T3D-M i B3D-M, a od czerwca 2010 r. zakończono eksploatację tych tramwajów w składach potrójnych. Według stanu z czerwca 2023 r. w Chemnitz znajdowały się dwa ostatnie składy T3D-M+B3-DM, które pozostawiono jako rezerwę taborową.
| Państwo        | Miasto         | Typ            | Lata modernizacji | Liczba | Numery taborowe |  |
| -------------- | -------------- | -------------- | ----------------- | ------ | --------------- |  |
| Niemcy         | Chemnitz       | T3D-M          | 1991–1993         | 36     | 497–532         |  |
| Niemcy         | Chemnitz       | B3D-M          | 1991–1993         | 14     | 749–762         |  |
| Łączna liczba: | Łączna liczba: | Łączna liczba: | Łączna liczba:    | 50     |                 |  |

## Galeria

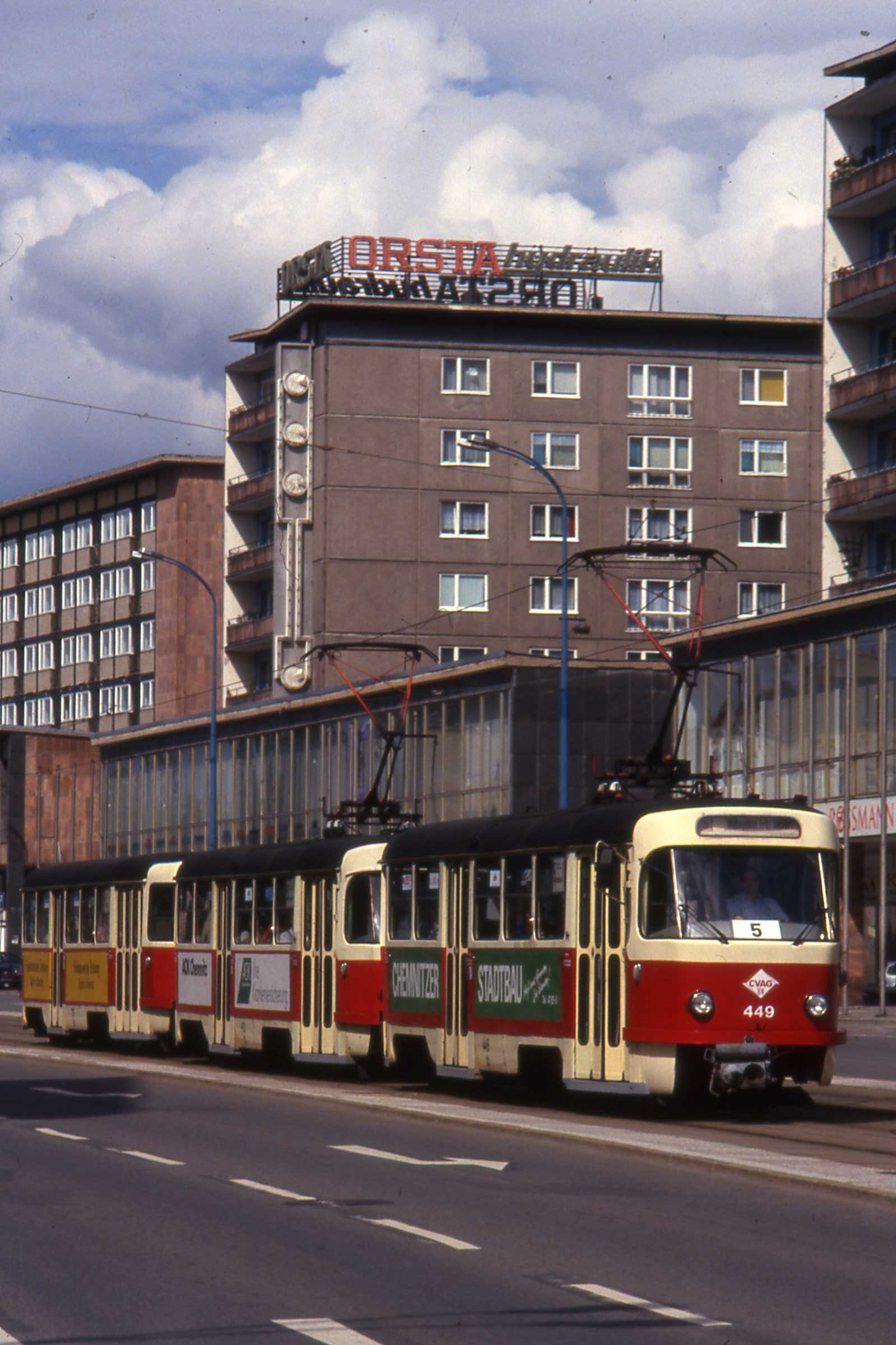
Skład T3D+T3D+B3D przed modernizacją
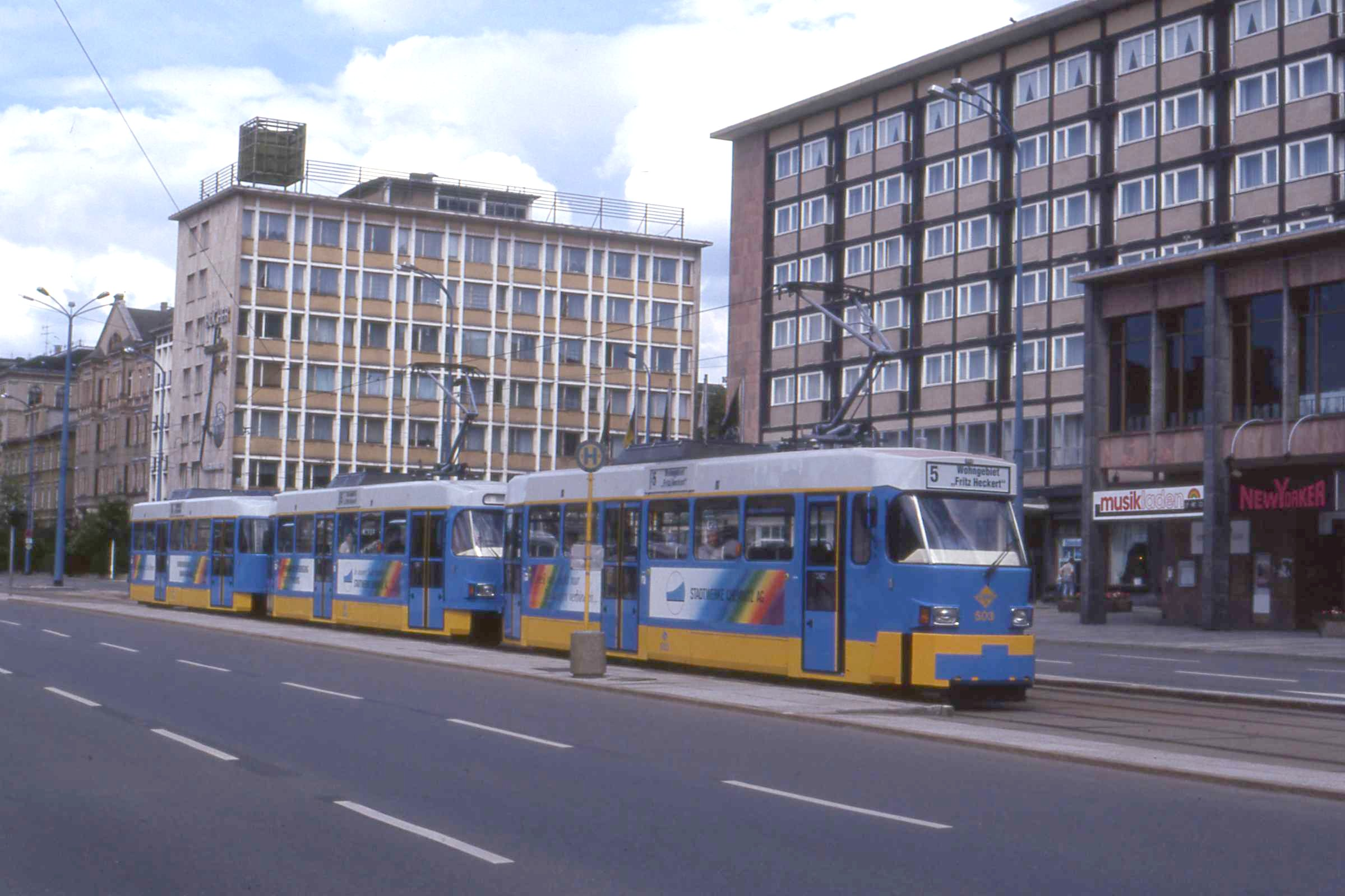
Skład tramwajów T3D-M+T3D-M+B3D-M w 1993 r.
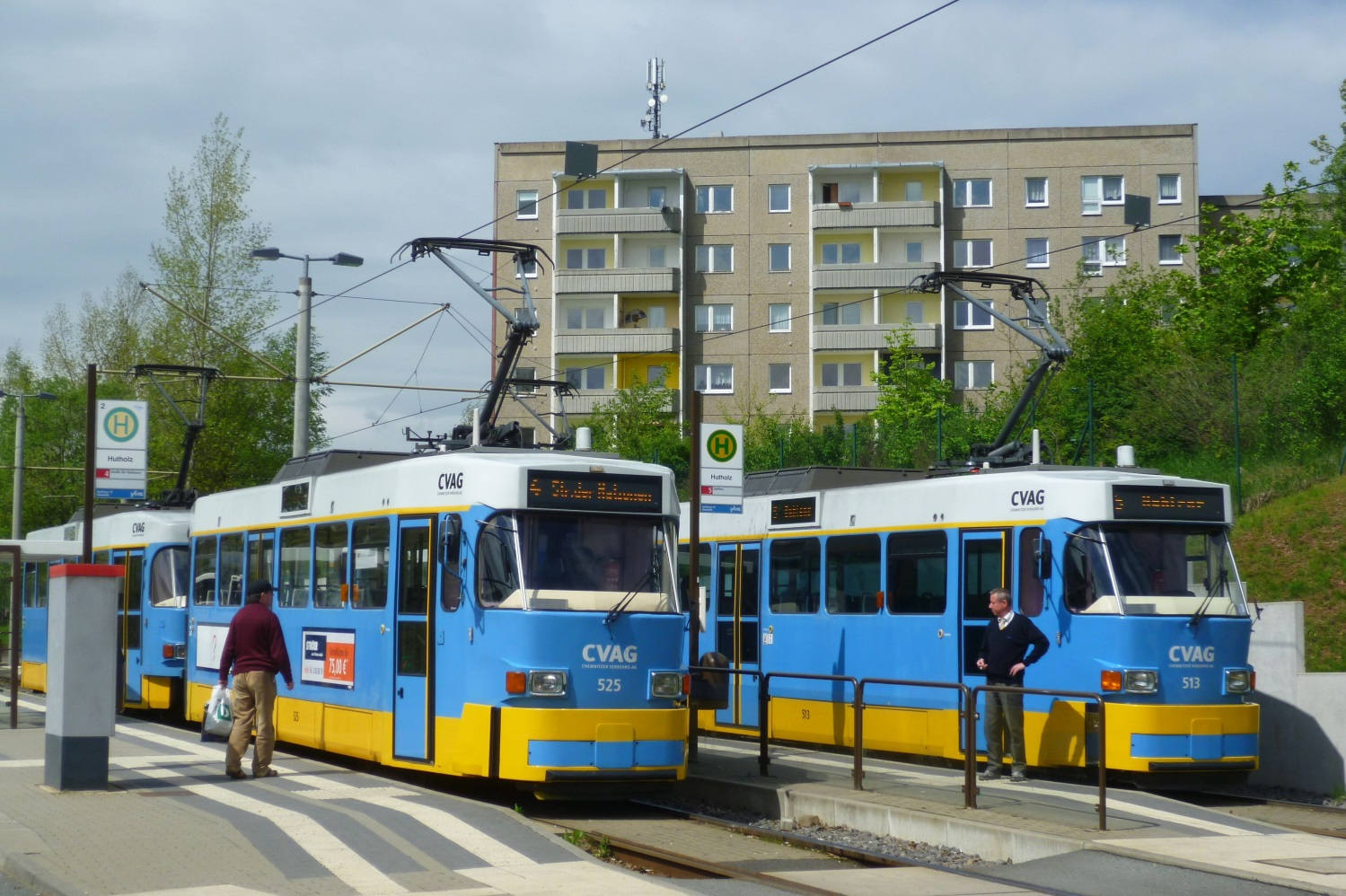
Składy tramwajów T3D-M+T3D-M w 1993 r.